# Надпровідність
Надпрові́дність — квантове явище протікання електричного струму у твердому тілі без втрат, тобто з суворо нульовим електричним опором тіла. Явище надпровідності було відкрито в 1911 році голландським науковцем Камерлінг-Оннесом, лауреатом Нобелівської премії з фізики 1913 року. Усього за відкриття в галузі надпровідності було видано п'ять Нобелівських премій з фізики: в 1913, 1972, 1973, 1987 та 2003 роках.
Інакше, надпровідність - це набір фізичних властивостей, які спостерігаються у певних матеріалах, коли електричний опір зникає, а поля магнітного потоку витісняються з матеріалу. Будь-яка речовина, що показує такі властивості, є надпровідником. На відміну від звичайного металевого провідника, опір котрого поступово зменшується у міру зниження температури, навіть майже до абсолютного нуля, надпровідник має притаманну йому критичну температуру, нижче якої опір різко падає до нуля. Електричний струм крізь коло з надпровідного дроту, може тривати нескінченно довго без джерела живлення.
Явище надпровідності існує для низки матеріалів, не обов'язково провідників високої якості при звичайних температурах. Перехід до надпровідного стану відбувається за певної температури, яку називають критичною температурою надпровідного переходу. Надпровідність, проте, може бути зруйнована, якщо помістити зразок у зовнішнє магнітне поле, яке перевищує певне критичне значення. Це критичне магнітне поле зменшується у разі збільшення температури.
Станом на сьогодні (2000-і), досягнення критичної температури надпровідності, 203 К, належить сірководню під високим тиском.

## Історія

### Передумови відкриття
Середина XIX століття і його кінець відзначились освоєнням області наднизьких температур. Досліджуючи явища, що відбуваються в газах, фізики ввели поняття «абсолютний нуль» температури. Це така температура, за якої тиск ідеального газу відповідно до закону Гей-Люссака, дорівнював би нулю. Обчисливши, до якої від'ємної температури треба охолодити газ, щоб в ньому зупинився будь-який тепловий рух молекул, вони отримали, що ця температура повинна бути −273,15 °C. Пізніше поняття абсолютного нуля було узагальнено на всі стани речовини: тверді та рідкі.
Це температура, коли весь кінетичний рух часток матерії припиняється (у класичному розумінні) і, таким чином, матерія не має теплової енергії. Ця точка слугує початком відліку температур за термодинамічною шкалою (шкалою Кельвіна).
Будь-яке охолодження речовини — це відбір у нього енергії. Під час охолодження, енергії у тіла залишається дедалі менше, а отже знижується його температура, яка є мірилом кінетичної енергії руху атомів. При цьому вповільнюється рух частинок, що складають тіло: зменшується амплітуда коливань атомів, молекул, зменшується швидкість руху молекул (в рідинах та газах) та вільних електронів (в металах та напівпровідниках). Останні приєднуються до іонізованих позитивних атомів.
Вважалося, що при досягненні абсолютного нуля вся можлива енергія у речовини відібрана і більше енергії відібрати не можна. Водночас будь-який рух в тілі припиняється (за винятком обертання електронів навколо ядра в атомі). Іншими словами, при "0"К молекули й атоми речовини мають найменшу енергію, яка вже не може бути відібрана у тіла ніяким охолодженням.
Дослідження властивостей тіл за температур, близьких до абсолютного нуля, (кріогенних температурах) зацікавили вчених дуже давно. Наука, що вивчає цю галузь, називається кріофізикою. Шлях до кріогенних температур лежить через скраплення газів. Скраплений газ у ході випаровування відбирає енергію у тіла, яке занурене в цей газ, оскільки для відриву молекул від рідини потрібна енергія. Подібні процеси відбуваються в побутових холодильниках, де скраплений газ фреон випаровується в морозильнику.
Наприкінці XIX — початку XX століття вже були скраплені багато газів: кисень, азот, водень. Довгий час не піддавався скрапленню гелій, водночас очікувалося, що він допоможе досягти найнижчої температури.
Успіху в скрапленні гелію досяг Камерлінг-Оннес, який працював в Лейденському університеті (Голландія). Скраплений гелій дозволив досягти рекордно низької температури — близько 4 К.
Отримавши рідкий гелій, Камерлінг-Оннес почав досліджувати властивості різних матеріалів при гелієвих температурах.
Одним із запитань, які цікавили вченого, було вивчення опору металів в умовах наднизьких температур. Було відомо, що зі зростанням температури R (опір) збільшується. Отже, можна очікувати, що зі зменшенням температури R (опір) буде зменшуватись. А от до якої межі?
Тут могло б бути три варіанти.
1. За абсолютного нуля R→0. Дійсно, електричний струм — це потік електронів, що проходить крізь кристалічну ґратку провідника. У разі ненульових температур атоми в ґратці здійснюють коливання навколо центру рівноваги, між вільними електронами та атомами відбувається зіткнення (розсіювання). Звернемо увагу на два наслідки такого зіткнення. По-перше, електрони втрачають власну енергію, отриману від електричного поля джерела ЕРС. По-друге, вони відхиляються від початкового напрямку. Ці два наслідки відбиваються у зменшенні струму, тобто в виникненні опору. В ході зниження температури амплітуда коливань атомів зменшується, а значить, зменшується і ймовірність розсіювання на них електронів, тобто падає опір. Така модель довгий час задовольняла фізиків і якби залежність R(Т) пішла б по цьому варіанту, то це сприйнялося б із розумінням.
2. Однак критики попередньої теорії звертали увагу на те, що опір R обумовлений зіткненням електронів не тільки з атомами, що коливаються. Електрони з успіхом можуть розсіюватися і на нерухомих атомах. Тобто, розсіювання зменшиться, але зовсім не зникне, тому R ≠ 0. Крім того існує можливість розсіювання електронів на дефектах ґраток.
3. Третій варіант: електрони «заморожуються» на атомних орбітах. Електронів провідності не залишається, опір зростає до нескінченості ({\displaystyle \infty }).

Отже, теоретично можна було припустити різні варіанти, але реальність, як часто буває, суперечить всім планам і теоріям.

### Відкриття надпровідності Камерлінг-Оннесом
Експериментуючи зі ртуттю, Камерлінг-Оннес довів її до замерзання і продовжив знижувати температуру. При досягненні Т = 4,2 К прилад перестав фіксувати опір.
Оннес міняв прилади в дослідній установці, оскільки побоювався їхньої несправності, але прилади незмінно показували нульовий опір, попри те, що до абсолютного нуля залишалося ще 4 К.

Після відкриття надпровідності в ртуті виникла велика кількість запитань:
- чи надпровідність властива лише ртуті, чи й іншим матеріалам також? ;
- опір знижується до нуля або ж він настільки малий, що прилади, які існують, не можуть його виміряти;
- і багато інших.

Оннес запропонував особливий дослід непрямого визначення, до якого рівня знижується опір.
Збуджений у надпровідному колі електричний струм, який було визначено за відхиленням магнітної стрілки, не згасав багато років. За розрахунками питомий опір надпровідника дорівнював близько 10−25 Ом•м. Порівнюючи отримане значення з питомим опором міді — ρCu =1.5۰10−8 Ом•м, видно, що питомий опір надпровідника на 17 порядків менший, тому можна вважати, що опір надпровідника дорівнює 0.
Якщо в замкнутому контурі, який перебуває в надпровідному стані, створити електричний струм, то він протікатиме тижні й навіть роки, не зменшуючись.

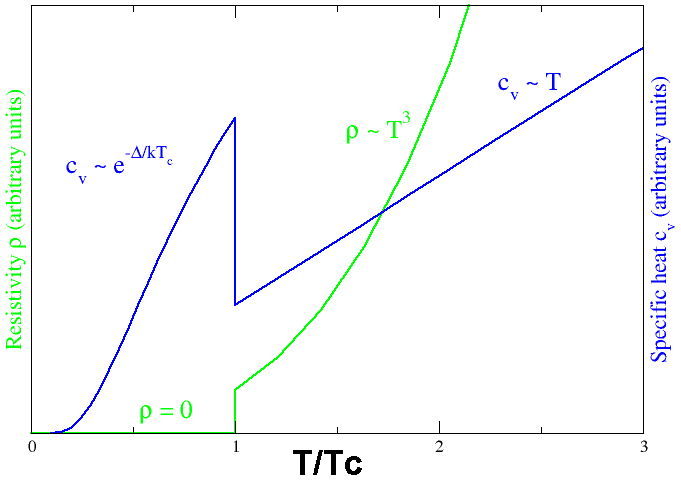
Поведінка теплоємності (синя крива) та опору (зелена крива) при переході до надпровідного стану

| Речовина             | {\displaystyle T_{c}} , K | {\displaystyle T_{c}} , °C |
| -------------------- | ------------------------- | -------------------------- |
| Вольфрам             | 0,012                     | −273,139                   |
| Галій                | 1,091                     | −272,059                   |
| Алюміній             | 1,14                      | −272,01                    |
| Індій                | 3,37                      | −269,78                    |
| Ртуть                | 4,153                     | −268,997                   |
| Тантал               | 4,483                     | −268,667                   |
| Ванадій              | 5,3                       | −267,85                    |
| Свинець              | 7,193                     | −265,957                   |
| Ніобій               | 9,5                       | −263,65                    |
| AuPb                 | 7,0                       | −266,15                    |
| Технецій             | 11,2                      | −266,07                    |
| MoN                  | 12,0                      | −261,15                    |
| PbMo6S8              | 15                        | −258,15                    |
| K3C60                | 19                        | −254,15                    |
| Nb3Ge                | 23                        | −250,15                    |
| La2CuO4              | 35                        | −238,15                    |
| MgB2                 | 39                        | −234,15                    |
| Cs3C60               | 40                        | −233,15                    |
| YBa2Cu3O7-x; x ~ 0,2 | 93                        | −180,15                    |
| HgBa2Ca2Cu3O8+x      | 133                       | −140,15                    |
| H2S                  | 203                       | −70, 15                    |

### Подальший розвиток
Після відкриття Камерлінг-Оннеса надпровідність було встановлено в інших матеріалах та сплавах. Важливим наріжним каменем в дослідженні властивостей надпровідників було відкриття ідеального діамагнетизму надпровідників (або виштовхування зовнішнього магнітного поля з надпровідника), відомого як ефект Мейснера — Оксенфельда в 1933 році. В 1935 році брати Фріц та Хайнц Лондони запропонували першу теорію надпровідності, яка хоча й була повністю феноменологічною, проте пояснювала ефект Мейснера — Оксенфельда. Наступним кроком була запропонована в 1950 році Віталієм Лазаровичем Гінзбургом та Львом Давидовичем Ландау нова феноменологічна теорія, яка вперше враховувала квантовомеханічну природу явища. В межах цієї теорії Олексієм Абрикосовим в 1957 році було передбачено існування надпровідників II роду. В тому ж році Джон Бардін, Леон Купер та Джон Роберт Шріффер опублікували роботу, в якій дали мікроскопічне пояснення явища надпровідності, яке одержало назву теорії Бардіна — Купера — Шрифера.

## Властивості надпровідників
Надпровідність характеризується абсолютним діамагнетизмом. У магнітному полі в надпровідному матеріалі виникають такі струми, магнітне поле яких повністю компенсує зовнішнє магнітне поле, тобто магнітне поле виштовхується із надпровідника. Завдяки цій властивості виникає явище левітації надпровідника над магнітом (або магніту над поверхнею надпровідника), яке отримало назву труна Магомета. Сильне магнітне поле руйнує надпровідність. Проте надпровідники розрізняються за своєю поведінкою у відносно сильних магнітних полях, у залежності від поверхневої енергії границі розділу надпровідної й нормальної фаз. У надпровідників I роду ця поверхнева енергія додатна, й надпровідність руйнується, якщо поле перевищує певний рівень, який називається критичним магнітним полем. У надпровідників II роду поверхнева енергія границі розділу нормальної та надпровідної фаз від'ємна, тож магнітне поле, коли його напруженість перевищує певне значення (воно називається першим критичним полем), починає проникати в надпровідник поступово в певних місцях, навколо яких утворюються вихрові струми (див. Абрикосівський вихор). Якщо збільшувати магнітне поле далі, то нормальних областей стає дедалі більше, й при критичному полі надпровідність руйнується повністю. Надпровідники другого роду використовуються для створення надпровідних електромагнітів.

## Теорії надпровідності
Явище надпровідності — макроскопічне (видиме) проявлення квантової природи речовини: атомів та електронів.
Відомо, що електрони в атомі можуть перебувати тільки у визначених станах, яким відповідають дискретні значення енергії. Таким чином атом може поглинати і випромінювати енергію певними порціями — квантами.
Однак, якщо розглядати макроскопічні тіла, де концентрація електронів перевищує 1022 см−3, то квантовий характер зміни енергії кожного електрону «змазується» великою кількістю таких електронів, і спостерігається суцільний (неперервний) спектр поглинання або випромінювання енергії.

### Квазічастинки в кристалах

#### Фонони
Між атомами існують пружні сили, що не дозволяють атомам відділятись або наближатись ближче деякого rкрит.
Однак, за кімнатних температур атоми здійснюють коливання навколо положення рівноваги; таким чином, у ґратці постійно присутній коливальний рух, а кожний атом можна розглядати як маятник, що здійснює рівномірні коливання навколо точки рівноваги.
Відмінність від класичного маятника полягає в тому, що атом — це «квантовий маятник».
Річ у тому, що дійсно енергія атому може змінюватись лише порціями — квантами, з енергією, де f — це частота поглинутого або випроміненого кванту. За кімнатної температури величина близька до kT — повної енергії атома, що коливається.
При зниженні температури, здавалося б, амплітуда коливань повинна прямувати до нуля. Однак, сучасні дослідження показують, що атоми і за Т = "0"K будуть здійснювати коливання. Це «нульові коливання атомів». Вони не зникають ніколи.
Пружні сили, що примушують атоми коливатись, можна уявити собі як пружини, які з'єднують атоми. Якщо один з атомів одержить додаткову енергію, говорять, що проходить збудження атома. Додаткові коливання будуть передаватись через пружні зв'язки — пружинки до сусідніх атомів. Збудження буде поширюватись в кристалі у вигляді пружної хвилі.
Однак, за законами квантової механіки збудження атомів будуть передавати енергію порціями квантами. Така порція збудження, що поширюється кристалом, називається квазічастинкою, у випадку пружних коливань — фононом.
Фонон — квант збудження кристалічної ґратки. Кількість фононів зростає з ростом температури. Фонони, рухаючись кристалом, стикаються один з одним, з електронами, з дефектами кристалічної ґратки.

#### Електрони
Розглянемо рух електронів в металі при кімнатній температурі.
Основний вид руху хаотично-тепловий. При цьому середня швидкість υ = 107 см/c. Цей рух нагадує броунівський рух молекул газу чи рідини. Багато разів за секунду електрон змінює напрямок руху, його енергія і імпульс змінюються при цьому через взаємодію з атомами, тобто з фононами і з іншими електронами.
При наявності різниці потенціалів характер руху дещо зміниться: електрони, що хаотично рухалися, набувають направленого руху в напрямку позитивного (вищого) потенціалу.
Картину можна уявити як хаотичний рух людей в натовпі, який повільно пересувається в який-небудь бік.

### Теорія Гінзбурга-Ландау
Побудована в 1950 теорія Гінзбурга-Ландау описує надпровідність феноменологічно, за допомогою параметру порядку, який пізніше зв'язали з хвильовою функцією куперівських пар.

### Теорія БКШ
Фізики напружено працювали над створенням теорії надпровідності і приблизно за 50 років з 1911 до 1957 року загальні риси теорії були сформовані. Спочатку, в 50-х роках виникла феноменологічна теорія надпровідності (див. рівняння Гінзбурга-Ландау), яка успішно пояснювала поведінку надпровідників у магнітних полях, а в 1957 році Джон Бардін, Леон Ніл Купер й Джон Роберт Шріффер запропонували мікроскопічну теорію надпровідності, за яку в 1972 році одержали Нобелівську премію.
Основною ідеєю теорії БКШ є те, що електрони провідності (вільні носії заряду) за певних температур з'єднуються в пари, що називаються «куперівськими». Зв'язок у таких парах достатньо потужний, і пари, рухаючись ґраткою, допомагають одна одній уникнути розсіювання.
Притягування між від'ємно зарядженими електронами важко уявити, оскільки загальновідоме кулонівське відштовхування між однойменно зарядженими частинками. Однак такі відштовхування безумовно виникають між ізольованими електронами. У ґратці при низьких температурах, коли коливання атомів у вузлах майже зупинилось, може спостерігатись інше явище.
Під час руху електрона вздовж  кристалічної ґратки виникає електростатичне відштовхування між ним та від'ємними електронними оболонками атомів. Ці оболонки деформуються, віддаляючись від електрона, який вільно рухається. Можна сказати, що атоми поляризуються. Тобто біля розглядуваного електрону утворюється позитивний заряд. Цей позитивний заряд буде рухатись — супроводжувати збуджувальний електрон. До утвореного таким чином позитивного просторового заряду притягуватиметься якийсь інший електрон, що теж буде рухатись синхронно з позитивним зарядом, а, отже, синхронно з першим електроном. Утворилася так звана «куперівська пара» електронів.
Другий електрон в розглянутій парі сам є збудником іншого позитивного заряду в тій області, де він рухається.  Електронний газ (так іноді називають вільні електрони в металі) при досягненні надпровідності перетворюється в «куперівську рідину».
Розглянуте явище на квантовому рівні можна описати так: електрони взаємодіють з ґраткою і приводять її в збуджений стан. Зворотний перехід ґратки в нормальний стан супроводжується випромінюванням енергії, що поглинається іншими електронами.
Або: перший електрон випромінює фонон, рухаючись в ґратці. Другий електрон цей фонон поглинає. Обмін фононами і створює притягування між електронами.
Які ж електрони мають здатність об'єднуватися в куперівські пари?
Лише ті, у яких рівні за модулем ({\displaystyle |P_{1}|=|P_{2}|}) та протилежні імпульси ({\displaystyle P_{1}=-P_{2}}), і у котрих протилежні спіни.
З рівності й протилежності імпульсів одержали, що нова квазічастинка «куперівська пара» має Ркуп. = 0, і спін, рівний нулю.
Не слід думати, що в куперівській парі електрони близько розташовані один від одного. Розмір пари досить великий 10−6 м = 1 мкм. Якщо врахувати, що між атомами відстань близько 10 {\displaystyle \mathrm {\AA} }, тобто 1 нм, то одержимо, що між куперівськими електронами близько 1000 атомних відстаней. Таким чином, куперівська пара знаходиться в мікрооб'ємі, що є кубом зі стороною в 1000 атомів. У цьому об'ємі вміщується
{\displaystyle 10^{3}\times 10^{3}\times 10^{3}=10^{9}} атомів і стільки ж, а то й більше, електронів. Куперівські пари перекриваються одна з одною в межах мікрооб'єму — в межах всього кристалу, так, що поведінка всієї куперіської рідини стає скорельованою. До того-ж розсіювання електронів стає неможливим. Припиняється втрата енергії електронами при розсіюванні, а також деформація траєкторій руху.
Розсіювання — це не обов'язково пряме зіткнення, це, здебільшого, відхилення траєкторії під дією яких-небудь об'єктів кристалічної ґратки.
Так наприклад, якщо електрони рухаються повз центр розсіювання в складі пари, або краще сказати у складі «куперівської рідини», то взаємодія електронів з іншими електронами сильніша, ніж взаємодія з центром розсіювання, і електрони обходять центр розсіювання, після чого відновлюють попередню траєкторію руху завдяки взаємодії з іншими електронами. Тобто відбувається рух електронів без розсіювання.
Якщо до такого кристалу прикласти електричне поле, то всі пари електронів отримають один і той же імпульс і почнуть рухатись в одному і тому ж напрямку, з деякою дрейфовою швидкістю. Водночас рух всіх куперівських пар буде строго скорельований. Розсіювання електронів буде відсутнє, тобто опір провідника дорівнюватиме нулю.

## Перспективи застосування
Надпровідність — надзвичайно цікаве й деякою мірою загадкове фізичне явище, прикладне застосування якого має принести людству незліченні здобутки. Надпровідний струм є бездисипативним, тобто під час протікання постійного струму в надпровіднику не виникають звичайні резистивні втрати. Це причина, завдяки якій використання надпровідних пристроїв виявляється одним з найбільш важливих і далекоглядних шляхів заощадження енергії. Оцінки показують, що застосування надпровідності дозволить зменшити втрати під час генерації, передавання, трансформації та використання електроенергії з приблизно 30-35 % до 1-2 %, що є рівнозначним побудові кількох нових потужних електростанцій наприклад в Україні.
Відомо, що у 1970 роки в Україні на основі важких пресів краматорського НКМЗ (світового лідера з будування гідравлічних пресів), розроблялися способи стискання води (однієї з найбільш поширених і добре вивчених речовин у Всесвіті) до твердого стану (як це називали тоді «металічний водень»), щоб отримати надпровідники для космічної промисловості, та доправлення електричної енергії лініями електропередавання майже без втрат. Передбачалося, що задля втілення задуму, буде потрібен гідравлічний прес зусиллям 1 млн. тонн.
Цікаво, що на Землі передавання електроенергії без втрат за допомогою надпровідного кабелю, все ще знаходиться у стані випробувань. Найдовший у світі силовий кабель довжиною близько 1 км було прокладено 2013 року в центрі німецького міста Ессен. Його густина струму може бути в сто разів більше, ніж у міді; сила струму може бути в п'ять разів більшою, ніж у подібних мідних кабелів. А перша комерційна надпровідна лінія електропередавання була запущена в експлуатацію фірмою American Superconductor на Лонг-Айленді у Нью-Йорку наприкінці червня 2008.